# L'Esport Català
L'Esport Català va ser un setmanari esportiu que va aparèixer el 7 d'abril de 1925 de la mà d'Antoni Vilà i Vicenç Bernades. El diari es va convertir ràpidament en una de les publicacions de premsa esportiva més importants de tota Catalunya. En el seu primer número s'anunciava que la publicació era "fillola" de La Veu de Catalunya i La Publicitat. Els temes principals que tractava eren futbol, motorisme, boxa, rem, hípica, hoquei, tennis i natació. La revista s'emmarca en un context favorable al periodisme esportiu que arribarà durant els anys 30 a un gran nivell i a un tractament acurat gràcies a figures com les d'Antoni Vilà (comentaris sobre boxa), Josep Maria Planes (ciclisme), Carles Sindreu (tennis), Joaquim Ventalló i Xavier Regàs (futbol). Tots ells integrants de L'Esport Català.
La revista tractava tota l'actualitat esportiva catalana. La redacció de la publicació es trobava a Barcelona, al carrer Barberà número 13, mentre que l'administració de la revista era al Passeig de Gràcia número 34. Per la seva part, la impressió de la publicació anava a càrrec de les premses de Dalmau i Iuste. El número solt de la revista tenia un preu de 30 cèntims, mentre que la subscripció trimestral costava 3,50 pessetes a Barcelona i 3,75 a la resta de Catalunya. L'últim número de la revista data del 26 de setembre de 1927, moment en què la publicació va haver de tancar per motius econòmics després d'haver tret un total de 88 números de la revista. Després del tancament de la revista, gran part dels seus col·laboradors van anar a parar a La Nau, i ells mateixos van acabar creant temps després La Nau Esportiva, publicació que es pot considerar com la continuació de L'Esport Català.

## Directors i col·laboradors
Al llarg dels dos anys i mig que la revista va ser publicada, el seu director sempre va ser Antoni Vilà i Bisa (Vilassar de Mar 1888, Barcelona 1965). Vilà, a banda de la seva funció com a director, també firmava articles a la revista sota el pseudònim de Crítias, dels quals destaquen els seus comentaris intel·lectuals sobre la boxa, quelcom que fins llavors no s'havia vist a la premsa catalana i espanyola. Abans de fundar L'Esport Català va ser redactor de La Publicitat, diari del qui posteriorment arribaria a ser el director. Després del tancament de L'Esport Català, Vilà va seguir exercint el periodisme, convertint-se així en el cap de premsa de la Generalitat de Catalunya entre 1937 i 1939, en plena Guerra Civil. Després d'un curt exili a França, tornà a Barcelona, on es dedicà a fer traduccions i a escriure llibres com Ocho combates de boxeo.
Quant a col·laboradors, L'Esport Català sempre va ser una publicació que va apostar per l'anàlisi profund dels esdeveniments esportius i la qualitat periodística. Alguns dels noms més destacats que van escriure a la revista van ser Carles Sindreu i Pons (Fivaller), coodirector de la revista i molt conegut per les seves cròniques de partits de tennis, Joaquim Ventalló (A. Berenguer), Vicenç Bernades i Viusà, Xavier Regàs, Manuel Baster, Mateu Pou, Pere Mialet, Gabriel Casas i Galobardes, Just Cabot o el dibuixant gràfic Antoni Roca.

## Contingut

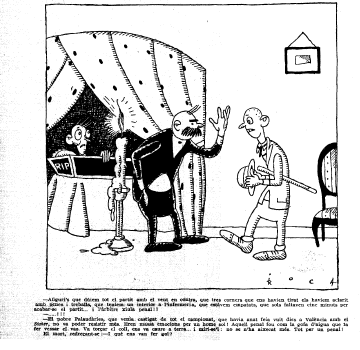
l'aparició de vinyetes d'humor era molt freqüent en el diari

L'Esport Català, com el seu propi nom indica, era una publicació exclusivament dedicada a informar sobre l'actualitat de l'esport a Catalunya. Es tractava d'una publicació setmanal, i els articles es dividien entre aquells que es dedicaven a informar sobre resultats i esdeveniments esportius que s'havien produït al llarg de la setmana i aquells altres on el periodista expressava la seva opinió sobre una notícia esportiva concreta. A diferència del que succeeix avui en dia, el futbol no acaparava la gran majoria del contingut de la publicació, i malgrat que ja era un esport important a Catalunya, L'Esport Català donava lloc a les seves pàgines a una gran varietat d'esports de forma molt equitativa. Majoritàriament es tractaven esdeveniments esportius que haguessin tingut lloc a Catalunya, però ocasionalment també es feien cròniques i notícies sobre esdeveniments internacionals amb presència de clubs esportius catalans o d'interès general pel públic lector de la revista.
Entre els esports més destacats en els dos anys i mig de vida de L'Esport Català trobem els següents:
- Futbol: El futbol començava a consolidar-se als anys 20 com un dels esports més importants a Catalunya, Espanya i Europa. A les pàgines de L'Esport Català es trobava informació sobretot del FC Barcelona i d'equips de l'àrea metropolitana barcelonina (Badalona, Europa, Espanyol...). També eren molt freqüents els articles d'opinió referents a aquest esport. Un exemple és aquest breu article d'Ivan Sharpe (L'Esport Català, núm. 25, pàg. 17, 22 de setembre de 1925), on opina sobre la nova regla del fora de joc, introduïda en aquell moment en el futbol britànic, i el desconcert que aquesta va produir en els jugadors.
- Boxa: De la mà del mateix director de la revista, Antoni Vilà i Bisa (que firmava com a Crítias), L'Esport Català serà recordada com la primera publicació que va introduir els comentaris intel·lectuals sobre la boxa, on l'anàlisi tècnic dels combats es trobava per sobre de qualsevol altre aspecte.
- Tennis: A destacar les cròniques de Carles Sindreu i Pons, coodirector de la revista.
- Natació: A la revista es donava gran importància a tots aquells esdeveniments relacionats amb la natació (incloent la vela i altres esports marítims), amb especial dedicació a tots aquells on participava el Club Natació de Barcelona.
- Altres esports: amb menys rellevància, la publicació també oferia al lector informació sobre atletisme, esports de motor, ciclisme i fins i tot rugbi.

El seu director, Antoni Vilà, que utilitzava el pseudònim Crítias a l'hora d'escriure, va destacar pels seus comentaris en clau intel·lectual sobre la boxa. La revista a més va comptar amb periodistes del prestigi de Vicenç Bernades o Joaquim Ventalló, que signava com A. Berenguer. També en va destacar Carles Sindreu, sota el pseudònim Fivaller. Aquest últim destacava en la redacció de cròniques de partits de tennis i pels seus cal·ligrames.
Els seus anunciants eren majoritàriament empreses i comerços amb un perfil de comprador masculí, com per exemple mecànics i concessionaris de cotxes. L'estil de redacció era molt literari tot i ser un diari esportiu, fins i tot a l'hora de parlar de la boxa els articles tenien un nivell molt alt de redacció i una intel·lectualitat notable.
La primera plana del periòdic consistia en una gran imatge en blanc i negre que normalment mostrava alguna acció d'un partit de futbol recent.
El setmanari estava format per 16 pàgines quan va veure la llum. L'autoria de les imatges no es revelava mai excepte en les portades. A partir del 1927, es redueix el format a 4 pàgines i disminueix considerablement el nombre de fotografies que inclou.
L'esport català oferia un periodisme especialitzat esportiu rigorós, que va fer que es convertís en un dels referents de la premsa esportiva catalana.
La publicació subsistia gràcies a les aportacions dels seus subscriptors però l'any 1927 va haver de tancar per motius econòmics. Tots els redactors del setmanari van marxar al diari La Nau de Rovira i Virgili com a col·laboradors de la secció d'esports. Posteriorment, aquests mateixos periodistes varen fundar La Nau dels Esports (1929-1930).
La redacció de L'Esport Català estava situada al carrer Barberà número 11. La seva administració es trobava al Passeig de Gràcia número 34 i utilitzava per a la seva producció les premses de Dalmau i Iuste. El format del diari era de pàgines grans en color rosa, imitant els periòdics contemporanis europeus i tenia unes 16 pàgines a 3 columnes. El preu de la subscripció era de 3’50 el trimestre a Barcelona i 3’75 a la resta de Catalunya. Un únic número sense subscripció tenia un preu de 0’30 cèntims.

## Estètica
L'Esport Català tenia una mida de 36cm x 24 cm, i la seva impressió es realitzava a la impremta Dalmau i Iuste. Excepte rares excepcions, totes les pàgines estaven conformades per tres columnes, amb lletra romana de petites dimensions. La mitjana de pàgines era de 16 a cada número de la revista. La utilització de la imatge era un recurs freqüent: imatges en blanc i negre, de dimensió mitjana, que servien per reforçar informativament la notícia en qüestió. A nivell d'il·lustracions la revista era més austera, tot i comptar a les seves files amb el dibuixant gràfic Antoni Roca. També cal tenir en consideració la gran presència de publicitat a les pàgines de L'Esport Català, ja que pràcticament a cada pàgina es trobaven anuncis de tota classe, i fins i tot hi havien pàgines senceres dedicades a la publicitat.

## Final
En l'últim número del diari hi apareixia un article com a forma d'acomiadament als lectors en el qual s'explicaven els motius del tancament del diari: "Des de la setmana entrant L'ESPORT CATALÀ deixarà dé publicar- se. Aquesta nova no sorprendrà pas a masses dels nostres lectors i protectors [...]L'ESPORT CATALÀ no ha assolit en dos anys i mig el tiratge necessari per cobrir les despeses de publicació. El dèficit s'ha anat cobrint amb les aportacions dels protectors, als quals hem apellat tan poc com ha estat possible, car el nostre objectiu no era altre que aconseguir que el periòdic arribés a bastar-se a si mateix [...]En suspendre la publicació-de "L'ESPORT CATALÀ" no podem menys que exterioritzar, una vegada més, el nostre agraïment envers tots els qui en han ajudat sense desmaiar ni un sol moment per sostenir la nostra obra ". "Si l'esport no fos primerament i per damunt de tot un mitjà de millorament social, no valdria pas la pena que ens en ocupéssim". (Henri Destrange en el primer número del setmanari)